# Jürgen Probst
Jürgen Probst (* 19. Januar 1927 in Hannover; † 10. Oktober 2016) war ein deutscher Unfallchirurg.

## Leben
Probst wurde nach seiner Gymnasialzeit in Hannover noch vor Ende des Zweiten Weltkriegs Flakhelfer und 1944 Fahnenjunker. Nach dem Krieg studierte er zunächst an der Tierärztlichen Hochschule Hannover und an der Technischen Hochschule Hannover. Während seines Studiums wurde er im Wintersemester 1946/47 Mitglied der Burschenschaft Alt-Germania. Er wechselte dann an die Johannes Gutenberg-Universität Mainz. In Mainz wurde er 1952 approbiert und promoviert. Die chirurgische Ausbildung durchlief er bei Alfons Lob, Georg Maurer und Franz Schede. Mitte der 1950er Jahre kam er an die Berufsgenossenschaftliche Unfallklinik Murnau. Nach seiner Habilitation an der Technischen Hochschule München (1969) wurde er Ärztlicher Direktor der Unfallklinik Murnau. 1992 wurde er emeritiert.
Probst setzte sich für eine zeitgemäße Entwicklung der Unfallklinik Murnau ein und erreichte den Ausbau zu einem modernen Traumazentrum von weltweiter Bedeutung. In Teilschritten betrieb er die Intensivierung des OP-Betriebs mit einer zunehmenden Spezialisierung und Aufbau eigener Abteilungen für Urologie, Hand-, plastische und Kieferchirurgie und Septische Chirurgie, später für Brandverletzte und zuletzt für Neurochirurgie. Auch initiierte und forcierte er die noch unübliche Frühverlegung Schwerverletzter in die Unfallklinik und die Rehabilitation Querschnittsgelähmter.
Er absolvierte zwischen 1963 und 1987 viele Wehrübungen und wurde zum Oberstarzt der Reserve befördert.
Darüber hinaus war er in über zwölf nationalen und internationalen Fachgesellschaften aktiv, vor allem in der Deutschen Gesellschaft für Unfallchirurgie (DGU) und in der Deutschen Gesellschaft für Plastische und Wiederherstellungschirurgie, deren Präsident er 1977 war. Nach dem Mauerfall 1989, als er Generalsekretär der DGU war, bemühte er sich intensiv um die Integration der ostdeutschen Unfallchirurgen in die westdeutsche Fachgesellschaft.
Probst leitete die Recherchen nach im Nationalsozialismus verfolgten jüdischen Mitgliedern der DGU. Ein Ergebnis der Nachforschungen war die Verlegung von 36 Stolpersteinen und zweier Stolperschwellen am 30. November 2017. Das Denkmal befindet sich vor dem Eingang der Uniklinik Leipzig, dem Gründungsort der DGU – siehe Liste der Stolperschwellen in Leipzig.
Er war verheiratet und hatte drei Kinder.

## Mitgliedschaften
- Deutsche Gesellschaft für Unfallchirurgie, Präsident 1982
- Erstes Ehrenmitglied der Deutschen Gesellschaft für Orthopädie und Unfallchirurgie
- Deutsche Gesellschaft für Plastische und Wiederherstellungschirurgie
- Deutsche Gesellschaft für Wehrmedizin und Wehrpharmazie

## Ehrungen
- Goldenes Ehrenzeichen für Verdienste um das Bayerische Rote Kreuz
- Ehrenmitglied der Deutschen Gesellschaft für Unfallchirurgie (1992)
- Bayerische Staatsmedaille für soziale Verdienste in Gold (1999)
- Verdienstorden der Bundesrepublik Deutschland, Verdienstkreuz am Bande
- Bundesverdienstkreuz 1. Klasse
- Karl-Schuchardt-Medaille der Deutschen Gesellschaft für Plastische und Wiederherstellungschirurgie (2005)
- Johann-Friedrich-Dieffenbach-Büste der Deutschen Gesellschaft für Unfallchirurgie (1997)

## Publikationen
- mit  Hans-Jörg Oestern (Hrsg.): Unfallchirurgie in Deutschland – Bilanz und Perspektiven. Springer Verlag, Heidelberg 1997 (Rezension FAZ).
- Reosteosynthesen langer Röhrenknochen. (= Hefte zur Zeitschrift "Der Unfallchirurg", Heft 112). Springer Verlag, 1972, ISBN 3-540-06028-6.